# حرب الخلافة البرغونية
حرب الخلافة البرغونية امتدت في الفترة بين 1477 إلى 1482 (أو 1493 وفقًا لبعض المؤرخين) ومباشرة بعد الحروب البرغونية، بحيث أصبح تقسيم الأراضي البرغونية الوراثية على المحك بين مملكة فرنسا وأسرة هابسبورغ بعد وفاة الدوق شارل الجريء في معركة نانسي بـ 5 يناير 1477.

## وراثة شارل الجريء
لم يكن لشارل الجريء خليفة ذكر، بحيث كانت ماري هي الابنة الوحيدة للدوق المتوفي، وكان العديد من الأمراء يرغبون في يدها للزواج، وذلك للحصول على ميراث برغونية الشائع، وكان من بينهم شارل نجل لويس الحادي عشر ملك فرنسا الذي أصبح رسميًا حاكم دوقية برغونية، بحيث سعى لويس لاستغلال فرصة وفاة الدوق شارل مما أثار الاضطرابات والانتفاضات (مثل حرب الاستقلال الخيلدرزية؛ 1477-1499) في أراضي برغونية، وأرسل جيوشه لاحتلال العديد من المناطق بما في ذلك دوقية برغونية نفسها وكونتية برغونية الحرة (فرانش كومته) وبيكاردي وكونتية أرتوا، من خلال زواج ماري من ابنه ووريثه المفترض يمكنه تأمين جميع أراضي برغونية الوراثية لعائلته، ومع ذلك تم الضغط على الوريثة ماري من قبل مجلس العمومي لعدم تسليم المقاطعات إلى فرنسا، لحشد الدعم الأجنبي وتهدئة الاضطرابات في الداخل، منحت ماري الامتياز العظيم للبلديات في 11 فبراير.
إلى جانب المرشح الفرنسي كان هناك أيضًا دوق خيلدرز الأسير أدولف إغموند الذي أطلق المتمردون الفلمنكيون سراحه في غنت بشرط أن يحرر مدينة تورناي من الفرنسيين، وبهذه الطريقة يمكن لأنصار ماري أن يضربوا ضربتين في خطوة واحدة: تحقيق السلام بين برغونية وخيلدرز المتمردة، وإقامة تحالف بين القوتين ضد فرنسا، ولكن أصبح حصار تورناي (1477) فاشلاً، مما أدى إلى تعقيد استعادة أرتوا وبيكاردي، وعلاوة على ذلك قُتل أدولف في المعركة (27 يونيو) والتي قضت على مرشح خيلدرز، ودفعت دوقية خيلدرز للتحالف مع فرنسا بدلاً من ذلك، ومواصلة انتفاضتهم ضد برغونيين.
بعد ذلك استنجدت ماري بـ أرشيدوق النمساوي ماكسيميليان الفارس الأخير الذي كان يمتلك الوسائل اللازمة لصد الجيوش الفرنسية، بحيث كانت توقعات أسرة هابسبورغ مواتية في 19 أغسطس 1477 بعد إقامة حفل الزفاف، وبذلك تم اتحاد أسرتين برغونية وهابسبورغ معًا.

## مقدمات الحرب
ثم قام الأرشيدوق ماكسيميليان بجهود مكثفة للاحتفاظ بالعديد من الأراضي البرغونية الوراثية الشائعة والغير متجزئة، حيث كان عليه أن يقاتل كل من فرنسا في الجنوب وخيلدرز في الشمال، وفي نفس الوقت استطاع قمع الثورات الداخلية، ولا سيما في فلاندرز، تبين أن المثابرة في قلب الإمبراطورية البرغونية كانت مستحيلة، بحيث اعترفت مناطق برغونية الجنوبية بالفعل بالضم الفرنسي في 29 يناير.
ثم تحول الأرشيدوق ماكسيميليان بعدها نحو الدبلوماسية، مذكراً الملك الفرنسي لويس بسلام سوليفر عام 1475 من أجل استعادة جميع الأراضي البرغونية التي احتلتها فرنسا، وحتى أنه تمكن من إقناع والده فريدرش الثالث إمبراطور الروماني المقدس بتهديد فرنسا بحرب إمبراطورية بسبب احتلاله لـ كامبريسيس، وبذلك رضخ لويس الحادي عشر ووافق على وقف إطلاق النار وأعاد بعض المدن الحدودية بما في ذلك مدينة كامبرايه الإمبراطورية في خريف عام 1477، ومع ذلك بقيت دوقية برغونية وكونتية برغونية الحرة - قلب برغونية - في الأيدي الفرنسية آنذاك، وفي شتاء 1477-78 فشل ماكسيميليان في الحصول على مساعدة والده فريدرش الثالث (الذي كان في حالة حرب مع الملك المجري ماتياس كورفينوس) وابن عمه سيغيسموند التيرولي (الذي كان يعاني من مشاكل مالية ويعتمد على معاش تقاعدي فرنسي ، لذلك بقي على الحياد).
في عام 1478 تمردت الكونتيات أوكسوا وشاروليه و بوون حاولت الانفصال عن الملك الفرنسي، ولكن كان عليهم الاستسلام مرة أخرى عام 1479، ثم حاول لويس الحادي عشر غزو أرتوا، وفي 7 أغسطس 1479 هُزمت القوات الفرنسية على يد جيش من القوات الفلمنكية وهابسبورغ في معركة غوينغات، بعد ذلك أصبح ماكسيميليان مشغولاً بهولندا بحيث كان أداؤه أفضل في محاربة خيلدرزيين.

## الصلح
في النهاية وقعت فرنسا وهابسبورغ معاهدة أراس (1482)، اعترف ماكسميليان باحتفاظ فرنسا بمعظم إقطاعياتها البرغونية باستثناء كونتية فلاندرز الغنية، والتي انتقلت إلى ماكسيميليان (لكنها سرعان ما تمردت ضد الأرشيدوق)؛ ومع عام 1493 بموجب معاهدة سينليس استطاع ماكسيميليان استعادة كونتية برغونية وأراس وشاروليه، لكن قلب برغونية وبيكاردي ضاعتا نهائيًا لصالح فرنسا.